# Neutralité autrichienne

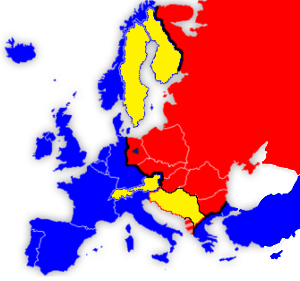
L'Autriche neutre et le rideau de fer

L'Autriche divisée en quatre zones par les Alliés (1945-1955)

La neutralité perpétuelle de l'Autriche (en allemand : Immerwährende Neutralität Österreichs) est constitutionnelle depuis la loi pour la neutralité (Neutralitätsgesetz), adoptée par le Conseil national de l'Autriche le 26 octobre 1955.

## Condition de l'Union soviétique pour le traité d'État
Dans le Mémorandum de Moscou (Moskauer Memorandum), négocié entre les 12 et 15 avril 1955 avec le ministre des Affaires étrangères Molotov, ladite neutralité était une des conditions de l'Union soviétique pour permettre de redonner à l'Autriche son indépendance après la Seconde Guerre mondiale et dix ans de tutelle militaire par les Alliés. Le Mémorandum fait référence à une « neutralité suivant le modèle suisse », que la délégation autrichienne s’engage à proclamer une fois la souveraineté recouvrée. Tout d’abord accueillie avec méfiance par les autres Alliés, cette déclaration facilite la signature du Traité d'État autrichien, le 15 mai 1955, entre les États-Unis, l’Union soviétique, le Royaume-Uni, la France et l’Autriche. Le traité d'État interdit à l’Autriche de prendre part à toute alliance économique ou politique dont ferait partie l’Allemagne (article 4).
Grâce au traité d'État et à la neutralité autrichienne en découlant, les forces d'occupation quittèrent le 25 octobre 1955 l'Autriche, désormais « libérée ». Avec cette concession, l'Autriche a également évité le destin de l'Allemagne, divisée en 1949 entre la république fédérale d'Allemagne (RFA) et la République démocratique allemande (RDA). En effet, en Allemagne, le chancelier Konrad Adenauer avait strictement refusé toute solution de neutralité et a soutenu le Westbindung (« attache à l'ouest ») de l'Allemagne, accompli lors des traités de Paris de 1955.
Contrairement à la Suisse (qui attendra 2002), l'Autriche adhère, dès 1955, à l'Organisation des Nations unies,. Elle adhère également au Conseil de l'Europe en 1956.

## Une valeur nationale

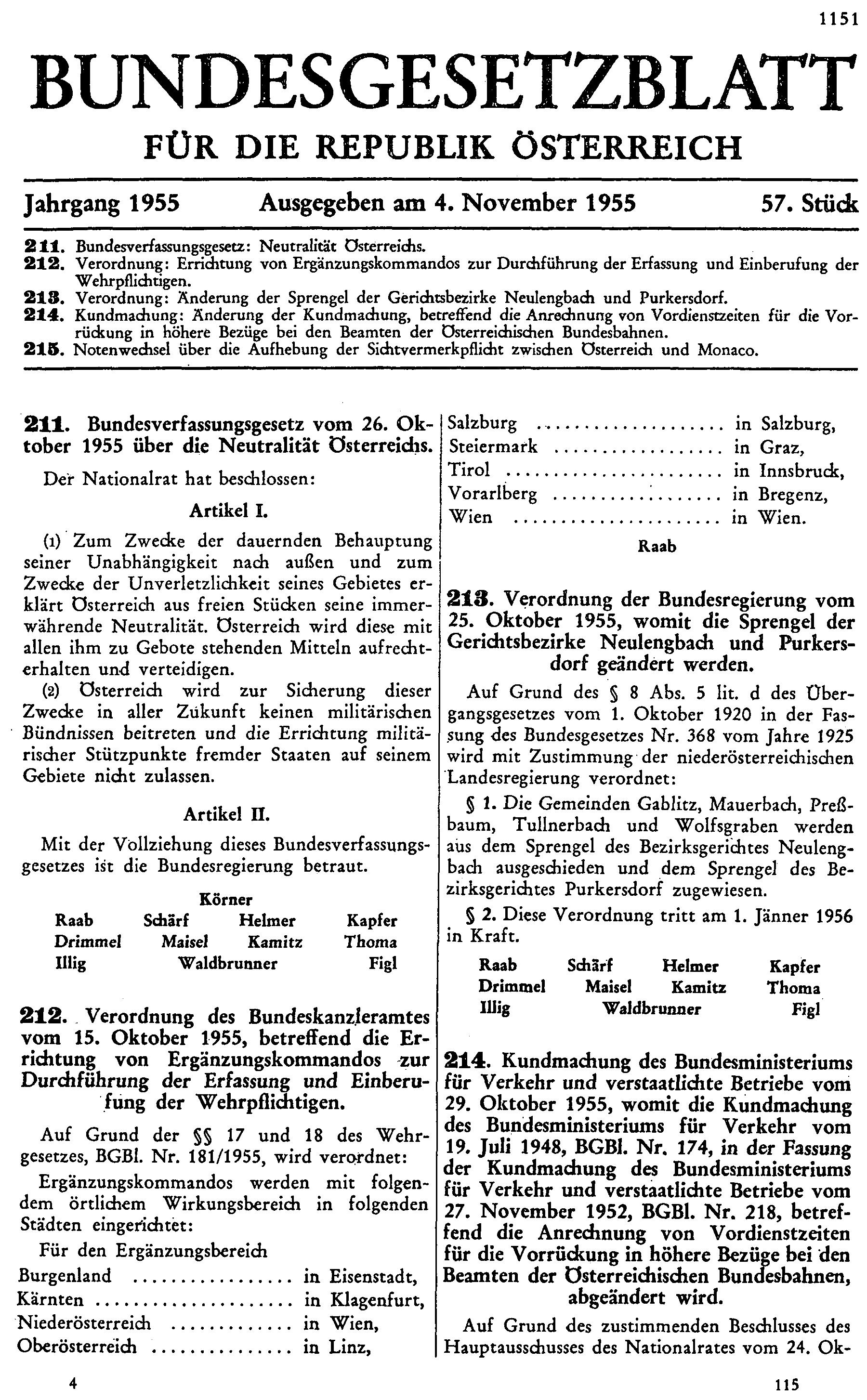
La loi constitutionnelle du 26 octobre 1955 publiée dans le Bundesgesetzblatt autrichien.

Après le départ des troupes alliées, le Parlement autrichien vote la loi constitutionnelle sur la neutralité de l’Autriche, le 26 octobre 1955 : ce texte établit la neutralité permanente (immerwährende Neutralität) que l’Autriche s’engage à défendre avec « tous les moyens à sa disposition », renonçant à adhérer à toute alliance militaire et à accueillir toute base militaire étrangère sur son sol.
Depuis 1965, le 26 octobre est la Fête nationale autrichienne (Nationalfeiertag) pour commémorer l'inscription de la neutralité dans la loi constitutionnelle.

### La loi constitutionnelle du26 octobre 1955(Neutralitätsgesetz)
- Loi constitutionnelle du 26 octobre 1955 pour la neutralité autrichienne

(Bundesverfassungsgesetz vom 26. Oktober 1955 über die Neutralität Österreichs)
Article 1 (Artikel 1):
(1) Zum Zwecke der dauernden Behauptung seiner Unabhängigkeit nach außen und zum Zwecke der Unverletzlichkeit seines Gebietes erklärt Österreich aus freien Stücken seine immerwährende Neutralität. Österreich wird diese mit allen ihm zu Gebote stehenden Mitteln aufrechterhalten und verteidigen.
(2) Österreich wird zur Sicherung dieser Zwecke in aller Zukunft keinen militärischen Bündnissen beitreten und die Errichtung militärischer Stützpunkte fremder Staaten auf seinem Gebiete nicht zulassen.
Article 1:
(1) Pour l'application de l'affirmation permanente de son indépendance à l'extérieur et pour l'inviolabilité de son territoire, l'Autriche déclare volontairement sa neutralité permanente. L'Autriche maintient, par tous les moyens à sa disposition, le droit de se défendre.
(2) Afin de garantir cet objectif, l'Autriche n'adhérera à l'avenir à aucune alliance militaire et ne permettra pas la création de bases militaires étrangères sur son territoire.
- Modification de la Constitution fédérale

(Nouvelle) Article 9a dans la Constitution fédérale (B-VG) :
(1) Österreich bekennt sich zur umfassenden Landesverteidigung. Ihre Aufgabe ist es, die Unabhängigkeit nach außen sowie die Unverletzlichkeit und Einheit des Bundesgebietes zu bewahren, insbesondere zur Aufrechterhaltung und Verteidigung der immerwährenden Neutralität. Hierbei sind auch die verfassungsmäßigen Einrichtungen und ihre Handlungsfähigkeit sowie die demokratischen Freiheiten der Einwohner vor gewaltsamen Angriffen von außen zu schützen und zu verteidigen.
(1) L'Autriche s'engage à une défense nationale globale. Le devoir de celle-ci est de préserver l'indépendance de l'extérieur ainsi que l'inviolabilité et l'unité du territoire national, en particulier pour le maintien et la défense de la neutralité permanente. Elle protège et défend également les institutions constitutionnelles et leur fonctionnement ainsi que les libertés démocratiques des habitants contre les attaques violentes de l'extérieur.

## En droit international
Contrairement à des États comme la Suède ou la Finlande, qui ont pu abandonner une stricte doctrine de neutralité depuis les années 2000, sans forcément renoncer à un non-alignement (Bündnisfreiheit), la neutralité autrichienne est inscrite dans le droit international à travers sa notification aux autres États.

## Évolution
Si le droit de la neutralité demeure, il est néanmoins difficile de parler de politique de neutralité autrichienne depuis les années 1990, selon l'universitaire Laure Gallouët. 
Lors de la demande d'adhésion à l'Union européenne en 1989, le ministre autrichien des Affaires étrangères, Alois Mock, insiste sur le maintien de la neutralité permanente autrichienne, ce qui ne semble compatible ni avec le Traité d’État ni avec une stricte application de la neutralité. La Commission européenne exprime ses doutes quant à la compatibilité de cette clause de neutralité avec le développement d’une politique étrangère commune, renforcée notamment par le traité de Maastricht de 1992. Au fil des négociations, la clause de neutralité est abandonnée par l’Autriche, qui devient officiellement membre de l’Union européenne en 1995, peu après l’ajout dans la loi constitutionnelle autrichienne de l’article 23f qui permet à l’Autriche de participer à la politique étrangère et de sécurité commune. Selon Laure Gallouët, « l’adhésion à une union supranationale dans les domaines économique et politique a entraîné une compréhension de plus en plus réduite du droit de la neutralité, qui se retrouve limité à sa composante militaire. La participation à une Europe de la Défense est plus difficilement conciliable avec le statut d’État neutre ». 
La guerre engagée par la Russie contre l'Ukraine, le 24 février 2022, vient remettre en cause la neutralité de certains pays européens notamment celle de l'Autriche.

## La neutralité autrichienne: défis et contexte
- Insurrection de Budapest (1956)
- Printemps de Prague (1968)
- Union européenne : Politique européenne de sécurité et de défense et la Politique étrangère et de sécurité commune
- Partenariat pour la Paix (PPP) de l'Organisation du traité de l'Atlantique nord (OTAN) depuis 1995